# کونراد تورنکویست
کونراد تورنکویست (سوئدی: Konrad Törnqvist; ۱۷ ژوئیهٔ ۱۸۸۸ – ۱۲ ژوئیهٔ ۱۹۵۲) بازیکن فوتبال اهل سوئد بود.
از باشگاه‌هایی که در آن بازی کرده‌است می‌توان به باشگاه فوتبال گوتبورگ اشاره کرد.
وی همچنین در تیم ملی فوتبال سوئد بازی کرده‌است.